# Kajuru Pergunta
Kajuru Pergunta foi um talk-show apresentado por Jorge Kajuru e exibido pela extinta TV Esporte Interativo às terças-feiras no horário das 23h. Foi o segundo programa de Jorge Kajuru no canal.

## O Programa
No programa, cujo primeiro episódio foi ao ar em 27 de setembro de 2011, o apresentador sabatinava personalidades do futebol com as polêmicas típicas de Jorge Kajuru.
Conforme divulgado pelo canal, “o programa não será mais um talk-show que homenageia e enaltece grandes nomes. A nova atração do Esporte Interativo vai revelar a alma do entrevistado, tocar na ferida, perguntar o que nunca ninguém teve coragem e extrair respostas polêmicas, difíceis e verdadeiras”.

### Lista de Episódios
| Episódio | Entrevistado                    | Data de Exibição        | Ref.        |
| -------- | ------------------------------- | ----------------------- | ----------- |
| 01       | Romário                         | 27 de setembro de 2011  | [ 4 ]       |
| 02       | Dunga                           | 4 de outubro de 2011    | [ 5 ]       |
| 03       | Luiz Felipe Scolari             | 11 de outubro de 2011   | [ 6 ] [ 7 ] |
| 04       | Luis Álvaro de Oliveira Ribeiro | 18 de outubro de 2011   | [ 8 ]       |
| 05       | Zico                            | 25 de outubro de 2011   | [ 9 ]       |
| 06       | Kaká                            | 8 de novembro de 2011   | [ 10 ]      |
| 07       | Eurico Miranda                  | 15 de novembro de 2011  | [ 11 ]      |
| 08       | Emerson Leão                    | 6 de dezembro de 2011   | [ 12 ]      |
| 09       | Retrospectiva                   | 27 de dezembro de 2011  | [ 13 ]      |
| 10       | Djalminha                       | 27 de fevereiro de 2012 | [ 14 ]      |
| 11       | Vampeta                         | 12 de março de 2012     | [ 15 ]      |